# Doppia coppia (programma televisivo)
Doppia coppia era un programma televisivo italiano di varietà, trasmesso nel 1969 e 1970 sul Programma nazionale.

## Il programma
Gli autori erano Antonio Amurri e Dino Verde, mentre la scenografia era di Tullio Zitkowsky e la regia di Eros Macchi. Il programma era basato su due coppie di artisti: una delle due curava la parte comica del programma, l'altra la parte musicale.

### Edizione 1969
Nella prima edizione, andata in onda dall'8 marzo al 26 aprile del 1969 per sette puntate, il programma fu condotto da Alighiero Noschese, Bice Valori, Lelio Luttazzi e Sylvie Vartan. Una parte importante del programma erano le imitazioni di Noschese; in questa trasmissione ottenne il permesso di imitare per la prima volta in televisione gli uomini politici, oltre anche a proporre nuove imitazioni e anche alcuni suoi cavalli di battaglia, come l'imitazione di Mike Bongiorno ai tempi del suo Rischiatutto. Bice Valori invece impersonava il personaggio della centralinista Rai che, alle prese col "centralone", rispondeva a domande telefoniche con battute in rima su argomenti e personaggi di attualità del periodo.

### Edizione 1970
La seconda edizione, andata in onda dal 2 maggio al 6 giugno del 1970 per 6 puntate, vide ancora la partecipazione della coppia comica Noschese-Valori, mentre Luttazzi e la Vartan furono sostituiti da Massimo Ranieri e Romina Power.
La prima puntata si apriva con la presentazione del programma attraverso le imitazioni di Alighiero Noschese. Subito dopo cominciava la sigla cantata da Romina Power, nella quale comparivano i nomi di chi aveva partecipato alla realizzazione del programma: l'orchestra era diretta da Franco Pisano, le scene erano ideate da Tullio Zitkowsky, i costumi realizzati da Enrico Rufini, e le coreografie create da Gino Landi. 
Subito dopo la sigla, Noschese imitava ironicamente i protagonisti del telegiornale di quel periodo, seguito da un balletto. Entrava poi in scena un imitatore di Adriano Celentano che cantava la parodia di "Chi non lavora non fa l'amore", portata dal cantante al Festival  di Sanremo del 1970. Dopo questa esibizione, comparivano le centraliniste Rai con Bice Valori.

## Sigle
- 1969 - Sylvie Vartan, Buonasera, buonasera (sigla di testa) e Blam blam blam (sigla di coda)
- 1970 - Romina Power, Io sono per il sabato (sigla di testa) - Massimo Ranieri, Sei l'amore mio (sigla di coda)